# Quartier de l'Odéon
Quartier de l'Odéon är Paris 22:e administrativa distrikt, beläget i sjätte arrondissementet. Distriktet är uppkallat efter Théâtre de l'Odéon, invigd år 1819.
Sjätte arrondissementet består även av distrikten Monnaie, Notre-Dame-des-Champs och Saint-Germain-des-Prés.

## Sevärdheter
- Saint-Sulpice
- Jardin du Luxembourg
- Fontaine des Quatre-Parties-du-Monde
- Théâtre de l'Odéon

## Bilder
| - De fyra administrativa distrikten i Paris sjätte arrondissement. - Saint-Sulpice. - Fontaine des Quatre-Parties-du-Monde. |

## Kommunikationer
- Tunnelbana – linjerna   – Odéon